# Durga McBroom
Durga McBroom (* 16. října 1962 Los Angeles) je americká zpěvačka a herečka. Je známá díky své spolupráci se skupinou Pink Floyd, u které působila jako vokalistka na všech turné mezi lety 1987 a 1994. Rovněž se účastnila jejich vystoupení na festivalu v Knebworthu v roce 1990 a několika poloakustických koncertů Davida Gilmoura v letech 2001 a 2002. V roce 2014 se podílela na album Pink Floyd The Endless River. Kromě toho spolupracovala např. se skupinami James a Blue Pearl.
Kromě zpěvu se věnuje i herectví, hrála např. ve filmech Flashdance a The Rosebud Beach Hotel.